# Ajust dinàmic de la tensió
Ajust dinàmic de tensió, en ciència de la computació, és una tècnica de gestió de consum d'energia elèctrica on s'empra l'ajust dinàmic del voltatge que es subministra als components electrònics depenent de certes condicions. Quan d'augmenta la tensió s'anomena sobretensió (overvolting) i quan es decrementa sotatensió (undervolting). La sotatensió s'aplica en ordinadors portables i mòbils quan es vol abaixar el consum elèctric i d'aquesta manera allargar la durada de la bateria. La sobretensió permet aplicar més velocitat de rellotge (overclocking) i s'aplica per a augmentar les prestacions dels ordinadors.

## Consum de potència
Potència dissipada en un circuit de commutació de portes de transistors CMOS ve donada :
{\displaystyle P_{t}=C_{p}.V_{c}^{2}.f_{i}.N_{s}}
on 
{\displaystyle Pt} : potència dissipada.
{\displaystyle C_{p}} : capacitat de commutació.
{\displaystyle V_{c}} : tensió d'alimentació.
{\displaystyle f_{i}} : freqüència de commutació.
{\displaystyle N_{s}} : nombre de bits commutant.
De la fórmula es pot deduir que la potència depèn moltíssim (quadràticament) de la tensió d'alimentació.

## Aplicacions
- Sobretensió : permet augmentar la velocitat del rellotge.
- Sotatensió : en aplicacions de molt baix consum, per exemple en microcontroladors específics. Exemples :

| Empresa              | Any  | Valor de tensió |
| -------------------- | ---- | --------------- |
| Eta Compute,         | 2017 | 0,4V            |
| Minima Processor Oy. | 2017 | 0,3V            |
| Racyics              | 2018 | 0,4V            |